# Xaphan: Book of Angels Volume 9

Xaphan: Book of Angels Volume 9 est un album de John Zorn joué par le groupe Secret Chiefs 3, sorti en 2008 sur le label Tzadik. Les compositions sont de John Zorn, les arrangements de Trey Spruance.

## Titres
| 1.    | Sheburiel      | 5:44 |
| 2.    | Akramachamarei | 5:46 |
| 3.    | Shoel          | 6:18 |
| 4.    | Barakiel       | 5:49 |
| 5.    | Bezriel        | 4:37 |
| 6.    | Kemuel         | 4:23 |
| 7.    | Labbiel        | 4:23 |
| 8.    | Asron          | 3:32 |
| 9.    | Balberith      | 6:31 |
| 10.   | Omael          | 3:57 |
| 11.   | Hamaya         | 4:28 |
| 55:28 |                |      |

## Personnel
- Anonymous 13: voix, alto
- Rich Doucette: sarangi
- Shahzad Ismaily: basse
- Jai Young Kim: orgue B3
- Jason Schimmel: guitare
- Ches Smith: Batterie, congas
- Trey Spruance: guitare baryton, guitare électrique, orgue, percussion, synthétiseur, autoharpe, piano, basse
- Timb Harris: violon, trompette

Invités spéciaux
- Monica Schley: harpe
- Adam Stacey: clavinet
- Tim Smolens: violoncelle, contrebasse